# Gare de Vraincourt - Viéville
Gare de Vraincourt - Viéville vasútállomás Franciaországban, Vraincourt településen.

## Vasútvonalak
Az állomást az alábbi vasútvonalak érintik:
- Blesme-Haussignémont-Chaumont-vasútvonal

## Kapcsolódó állomások
A vasútállomáshoz az alábbi állomások vannak a legközelebb:
- Gare de Vignory
- Gare de Bologne